# Рятувальний загін (оповідання)
«Рятувальний загін» (англ. Rescue Party) — науково-фантастичне оповідання Артура Кларка, опублікований в травні 1946 року в журналі «Astounding Science Fiction». Це перша професійна публікація Кларка.

## Сюжет
Корабель інопланетян відвідує Землю за декілька годин до її знищення Сонцем, яке готується перетворитись в нову. Їх місія врятувати хоча б декількох людей та елементи людської культури. Галактична цивілізація проводить сканування планет на нові форми життя кожен мільйон років, але під час останнього сканування 400 000 років тому, людської цивілізації ще не існувало. Хоча радіосигнали з Землі почали надходити лише 200 світлових років тому.
Планета зараз є зовсім покинутою, залишились тільки сліди цивілізації. В кінці оповідання прибульці знаходять величезний космічний флот людей, що складається з кораблів поколінь. Людство, рятуючись від вибуху Сонця, вирушило в подорож з досвітловою швидкістю з надією, що їхні нащадки знайдуть домівку біля іншої зорі. І це всього після 200 років від винайдення радіозв'язку, що особливо вразило інопланетян з надсвітловими кораблями.
Наприкінці оповідання, прибульці розмірковують про природу людської цивілізації, і про майбутнє людей, враховуючи їх стрімкий розвиток та сміливі рішення, і що буде коли земляни дізнаються про існування Позаземних цивілізацій. Остання фраза натякає, що результат буде не на користь інопланетян.